# Княжевич, Максим Дмитриевич
 Максим Дмитриевич Княжевич  (1758 — 1 (13) декабря 1809) — уфимский и казанский прокурор, родоначальник русской ветви сербского рода Княжевичей.

## Биография
Родился в области Лика, в Сербии. В 1779 году переехал в Россию и поступил в Лейб-гусарский эскадрон; в 1780 году пожалован прапорщиком и кавалергардом. В 1786 году — поручик; в 1789 произведён в капитаны; 22 ноября 1790 года выпущен из Кавалергардского корпуса в армию, но уже 5 декабря того же года вышел в отставку в чине секунд-майора.
Приняв российское подданство, 9 января 1791 года поступил в Саратовский земский суд прокурором, затем в 1792 году переведён в Уфимскую губернию и произведён в коллежские асессоры. С 1797 года — казанский губернский прокурор; в 1798 году получил чин надворного советника и Орден Святой Анны; с 1800 года — коллежский советник. 27 сентября 1801 года Княжевич был отстранён от должности и отдан под суд, но спустя 4 года, 16 мая 1805 года, был восстановлен в должности.
В чине статского советника служил в Казанской казённой палате винным и соляным приставом. Казанский дом Княжевичей выделялся надписью над воротами: «Добрые люди, милости просим!» Надпись по длинноте и крупноте букв не умещалась, а потому была написана следующим образом: «Д. Л. Милости просим». Читая буквы по-старинному, то есть «Добро Люди», получался почти тот же смысл, какой выражался бы в полной надписи.
Скончался в декабре 1809 года в Казани и был похоронен на Арском кладбище. По свидетельству знавшего его С. Т. Аксакова, Княжевич «мог назваться верным типом южного славянина и отличался радушием и гостеприимством; хотя его наружность и приемы, при огромном росте и резких чертах лица, сначала казались суровыми и строгими, но он имел предобрейшее сердце».
Ещё находясь на военной службе, 30 июля 1787 года, Княжевич в церкви Владимирской Пресвятой Богородицы, что в Придворных слободах женился Елизавете Алексеевне Рудневой (?—1842). У них родились четверо сыновей: Дмитрий, Александр, Николай, Владислав. С. Т. Аксаков в «Воспоминаниях» рассказывает, как старшие сыновья Княжевича в Уфе научили его «бить лбом грецкие орехи».